# 323 Brucija
323 Brucija  (mednarodno ime 323 Brucia ) je asteroid tipa S (po Tholenu) v glavnem asteroidnem pasu.

## Odkritje
Asteroid je odkril Max Franz Joseph Cornelius Wolf [22. decembra 1891 v Heidelbergu.. Poimenovan je po [ameriški človekoljubki in podpornici astronomije Catherine Wolfe Bruce, ki je darovala 10.000$ za izgradnjo daljnogleda, ki ga je uporabljal Max Wolf. Asteroid Brucija je bil prvi odkriti asteroid z uporabo astrofotografije. Max Wolf je odkril več kot 200 asteroidov.

## Značilnosti
Asteroid Brucija obkroži Sonce v 3,68 letih. Njegov tir ima izsrednost 0,302, nagnjen pa je za 24,227° proti ekliptiki. Njegov premer je 35,8 km, okrog svoje osi se zavrti v 9,46 urah.